# Colgado de un sueño
«Colgado de un sueño»  fue el primer sencillo de un disco homónimo de Serafín Zubiri. El sencillo fue lanzado en abril de 2000, y poco después el álbum.

## Eurovisión 2000
Con este tema, Serafín participó en Eurocanción 2000, la primera selección pública para el Festival de Eurovisión que TVE realizaba desde 1976. Serafín alcanzó la primera posición superando a canciones como "Sueño su boca", de Raúl, o "Alcanzarás la luna" de Alazán. De esta manera, Serafín representó por segunda vez a España en el Festival de Eurovisión, que se celebró en el Globen Arena de Estocolmo, Suecia, el mismo país a donde había acudido en 1992. Finalizó en la 18.ª posición de 24 participantes con 18 puntos, otorgados por Chipre (10), Rumanía (5), Rusia (2) y Suiza (1). El festival tuvo una cuota de pantalla en España del 34,8%, la más alta desde 1995, año en el que el autor del tema de TVE también fue Chema Purón.